# NGC 3022
NGC 3022 est une vaste galaxie lenticulaire située dans la constellation du Sextant. NGC 3022 a été découverte par l'astronome britannique John Herschel en 1830.

## Caractéristiques
Sa vitesse par rapport au fond diffus cosmologique est de 6 603 ± 26 km/s, ce qui correspond à une distance de Hubble de 97,4 ± 6,8 Mpc (∼318 millions d'al).
En raison d'une brillance de surface égale à 14,22 mag/am2, on peut qualifier NGC 3022 de galaxie à faible brillance de surface (LSB en anglais pour low surface brightness). Les galaxies LSB sont des galaxies diffuses (D) avec une brillance de surface inférieure de moins d'une magnitude à celle du ciel nocturne ambiant.